# 1776 – Rebellion und Liebe
1776 – Rebellion und Liebe ist ein US-amerikanisches Musikdrama von Peter H. Hunt. Das Drehbuch von Peter Stone basierte auf einem gleichnamigen Brodwaymusical von 1969. Die Filmsongs wurden von Sherman Edwards komponiert. Die Hauptrollen spielten William Daniels, Howard Da Silva, Donald Madden, John Cullum, Ken Howard und Blythe Danner.
Teile der Dialoge und einige Liedertexte wurden aus den Briefen und Erinnerungen der Mitglieder des Zweiten Kontinentalkongress entnommen.
Der Film hatte am 9. November 1972 in New York Premiere und kam acht Tage später landesweit in die Kinos. Am 14. Januar 1976 wurde der Film im deutschen Fernsehen ausgestrahlt.

## Handlung
Während General George Washington den Kampf gegen das britische Empire auf dem Schlachtfeld führt, verbringt der Kontinentalkongress in Philadelphia seine Zeit mit Nebensächlichkeiten und weicht der Debatte um die amerikanischen Unabhängigkeit aus. Anführer der Unabhängigkeitsfraktion ist der aggressive John Adams aus Massachusetts, dessen ständiger Druck die Sache zum Erliegen gebracht hat. John Dickinson aus Pennsylvania führt die Opposition an, die auf eine Aussöhnung mit Großbritannien hofft. In ruhigeren Momenten betrachtet Adams das Bild seiner Frau Abigail Adams, die in Massachusetts lebt und ihm in ihren Briefen Beistand gibt.
Richard Henry Lee aus Virginia reitet nach Williamsburg, Virginia, um die Erlaubnis für das Vorschlagen der Unabhängigkeit zu erhalten. Dr. Lyman Hall tritt der Versammlung für Georgia bei und wird sofort von seinen Kollegen zu seinen Ansichten zur Unabhängigkeit befragt. Wochen später kehrt Lee mit einer Resolution zurück und die Debatte über die Frage beginnt. In der Debatte bricht Caesar Rodney, der durch eine Krebserkrankung sehr geschwächt ist, zusammen und wird von seinem Kollegen Thomas McKean nach Delaware zurückgebracht.
Auch bei der kommenden Abstimmung kommt es zu keiner Entscheidung. Sie wird vertagt.
Hancock ernennt ein Komitee, dem Adams, Franklin, Roger Sherman aus Connecticut, Robert R. Livingston aus New York und Thomas Jefferson angehören. Jefferson weigert sich, weil er nach Virginia zu seiner Frau Martha zurückkehren möchte. Die anderen erinnern ihn an seine Verantwortung und können ihn überzeugen das seine diplomatische Art und seine literarischen Fähigkeiten gebraucht werden. Jefferson entwickelt eine Schreibblockade, weil er seine Frau vermisst.
Die Debatte erreicht einen Höhepunkt, als die südlichen Delegierten, angeführt von Edward Rutledge aus South Carolina, androhen den Kongress zu verlassen, wenn eine Klausel gegen die Sklaverei nicht aufgehoben wird. Adams hält an der Klausel fest, aber Franklin appelliert an ihn, die Streichung der Passage zuzulassen, damit sie zuerst über die Unabhängigkeit und die Bildung einer Nation abstimmen und den Kampf gegen die Sklaverei auf eine spätere Zeit verschieben. Adams überlässt die endgültige Entscheidung Jefferson, der widerstrebend zustimmt. Nach Aufhebung dieser Klausel sind 11 von 13 Kolonien für die Unabhängigkeit. Die Delegierten aus New York enthalten sich erneut der Stimme, da sie keine Anweisung vom Parlament ihrer Kolonie erhalten haben.
Nachdem Lewis Morris von General Washington die Nachricht über die Zerstörung seines Eigentums erhalten hat, zieht aber auch New York seine Enthaltung endgültig zurück und erklärt sich bereit, das Dokument zu unterzeichnen. Auf der Unabhängigkeitserklärung, die zur Unterzeichnung bereitliegt, setzt Hancock seine Unterschrift als erster, woraufhin die anderen, einschließlich die Delegierten von New York, ebenfalls unterschreiben und somit die Vereinigten Staaten am 4. Juli 1776 gründen.

## Soundtrack
1. Overture
2. „Sit Down, John“ – Adams, Congress
3. „Piddle, Twiddle and Resolve“ – Adams
4. „Till Then“ – Adams, Abigail
5. „The Lees of Old Virginia“ – Lee, Franklin, Adams
6. „But, Mr. Adams“ –, Franklin, Jefferson, Sherman, Livingston
7. „Yours, Yours, Yours“ – John, Abigail
8. „He Plays the Violin“ – Martha Jefferson, Franklin, Adams
9. „Cool, Cool, Considerate Men“ – Dickinson, The Conservatives
10. „Momma Look Sharp“ – Courier, McNair, Leather Apron
11. „The Egg“ – Franklin, Adams, Jefferson
12. „Molasses to Rum“ – Rutledge
13. „Compliments“ – Adams, Abigail
14. „Is Anybody There?“ – Adams
15. Finale

Der original Film-Soundtrack wurde 1972 von Columbia Records als Album veröffentlicht.

## Produktion
Jack L. Warner kaufte die Filmrechte für das Musical für 1,25 Millionen US-Dollar.
Viele Mitglieder der Broadwaybesetzung, wie William Daniels, Ken Howard, John Cullum und Howard Da Silva, spielten ihre Rolle auch im Film. Für Ralston Hill, Ron Holgate, David Ford, Charles Rule und andere war es der einzige Auftritt in einem Spielfilm. Diese Entscheidung wurde von Warner getroffen, da sie die Ersetzung von Julie Andrews durch Audrey Hepburn im Film My Fair Lady für eine Fehlentscheidung hielten.

## Rezeptionen
Bei Rotten Tomatoes erhielt der Film 69 % bei 16 Bewertungen.

## Ehrungen
Der Film wurde bei den Golden Globe Award für das beste Musical oder Komödie nominiert. Den Preis erhielt Cabaret. Harry Stradling Jr. war für den Film für den Oscar für die beste Kamera nominiert und unterlag Geoffrey Unsworth für Cabaret.